# S/2004 S13
S/2004 S13 is een natuurlijke satelliet van Saturnus. De maan werd ontdekt door Scott S. Sheppard, David C. Jewitt, Jan Kleyna en Brian G. Marsden. De maan is ongeveer 6 kilometer in doorsnee en draait om Saturnus met een gemiddelde afstand van 18,406 Gm in 933,60 dagen.
Deze maan is niet meer gezien sinds de ontdekking in 2004 en wordt momenteel als verloren beschouwd.